# Si bemol menor
Si bemol menor (abreviatura no sistema europeu: Si♭ m; sistema americano: B♭m) é uma escala menor baseada no si bemol, e que consiste das notas si bemol (B♭), dó (C), ré bemol (D♭), mi bemol (E♭), fá (F), sol bemol (G♭), lá bemol (A♭) e si bemol (B♭). Sua armadura contém cinco bemóis, e sua escala menor harmônica utiliza um lá em vez de lá bemol. O modo grego correspondente é o modo eólio sobre a nota Si♭. Sua relativa maior é o ré bemol maior, e sua homônima maior é o si bemol maior. Seu equivalente enarmônico é o lá sustenido menor.
O si bemol menor pode ser considerado, tradicionalmente, um tom 'sombrio'. Alguns solos importantes de oboé nesta tonalidade na literatura orquestral incluem o segundo movimento da sinfonia nº 4 de Piotr Ilitch Tchaikovski, que retrata "o sentimento que temos quando estamos totalmente sozinhos", nas palavras do próprio Tchaikovski. O seu primeiro concerto para piano e orquestra também foi feito no tom de si bemol menor.

## Na música clássica
- Sonata para piano n.º 2 e Noturno Op. 9, n.º 1, Frédéric Chopin
- Sinfonia n.º 13, Dmitri Shostakovitch
- Sinfonia n.º 1, William Walton
- Sonata para piano n.º 2, Sergei Rachmaninoff
- Concerto para piano n.º 1, de Tchaikovski
- Marcha Eslava, de Tchaikovski

## Na música popular
- "Dark Horse" - Katy Perry
- "The Sweet Escape" - Gwen Stefani
- "Gold" - Spandau Ballet
- "Hips Don't Lie" - Shakira
- "I Need To Know" - Marc Anthony
- "Ruby" - Kaiser Chiefs
- "Say Say Say" - Michael Jackson & Paul McCartney
- "Umbrella" - Rihanna
- "Waiting for a Girl Like You" - Foreigner
- "Nothing In My Way" - Keane
- "Part-Time Lover"[2] - Stevie Wonder
- "Somebody Told Me" - The Killers